# Magic Slim
Magic Slim vlastním jménem Morris Holt (7. srpna 1937 Torrence, Mississippi, USA – 21. února 2013 Filadelfie, Pensylvánie, USA) byl americký bluesový kytarista a zpěvák.
V dětství pracoval na bavlníkových plantážích, kde přišel o malíček na pravé ruce. V roce 1955 odjel se svým kamarádem Magic Samem do Chicaga. Zde se začal více věnovat hudbě, svou první nahrávku „Scufflin'“ vydal až v roce 1966. Po zbytek šedesátých a v sedmdesátých letech nahrál řadu dalších singlů, což vyvrcholilo vydáním prvního alba nazvaného Born Under a Bad Sign v roce 1977. Po řadu let mu byla doprovodnou skupinou kapela The Teardrops, se kterou nahrál mnoho alb. Poslední nazvané Bad Boy vydal v roce 2012.
Zemřel 21. února 2013 ve věku pětasedmdesáti let.